# Peter Gennaro
Peter Gennaro (Metairie, 23 novembre 1919 – New York, 28 settembre 2000) è stato un coreografo e ballerino statunitense.

## Biografia
Nato in Louisiana, nel 1948 fece il suo debutto a Broadway con il musical Make Mine Manhattan, a cui seguirono altre interpretazioni nel coro delle produzioni originali di Kiss Me, Kate (1948) e Guys and Dolls (1950). Nel 1954 ottenne grandi apprezzamenti come ballerino di tip tap nel musical The Pajama Game, mentre nel 1956 recitò accanto a Judy Holliday Bells Are Ringing.
Nel 1957 abbandonò l'attività da ballerino per quella di coreografo, iniziando come assistente di Jerome Robbins per la prima di West Side Story a Broadway; fu Gennaro e non Robbins a curare le coreografie di due dei numeri più celebri del musical, "America" e "Mambo". Tra gli anni sessanta e gli anni novanta curò le coreografie di una mezza dozzina di musical a Broadway, ottenendo un grande successo con la prima del musical Annie, per cui vinse il Drama Desk Award ed il Tony Award alla miglior coreografia.
Gennaro è stato sposato con Jean Kinsella dal 1948 alla morte, che lo colse nel 2000 all'età di ottant'anni, e la coppia ebbe due figli, Liza e Michael Gennaro.

## Filmografia parziale
- Quella che avrei dovuto sposare (There's Always Tomorrow), regia di Douglas Sirk (1956)